# Тиса (Хунедоара)
Тиса (рум. Tisa) насеље је у Румунији у округу Хунедоара у општини Буржук. Oпштина се налази на надморској висини од 167 m.

## Становништво
Према подацима из 2002. године у насељу је живело 188 становника, од којих су сви румунске националности.